# La Moheda de Gata
La Moheda de Gata es una Entidad Local Menor del municipio de Gata, en la provincia de Cáceres, Extremadura (España). Se encuentra en la vega del río Arrago. Sus habitantes se dedican exclusivamente a las faenas agrícolas. Es zona de regadío. Fue fundada en 1954.

## Topónimo
Aunque el lugar es de nueva población, se asienta sobre una dehesa que recibe este nombre mismo desde tiempos medievales. La etimología de la voz castellana moheda 'bosque espeso, con matorral' ha sido objeto de prolongada discusión. Coromines sopesa una posible etimología arábiga, pareciendo decantarse por la opción, puramente romance, de derivar moheda de "moho". Pero su propuesta de que se trate de un uso metafórico "cosa mohosa = bosque con matorrales" (porque tanto el moho como la maleza echan a perder la comida o el arbolado), puede ser afinada en lo semántico. Se está ante una aplicación literal del término, aún vigente en dominio leonés, "mofo", en su acepción plenamente comprobada "líquenes o musgos de los árboles".
Puede compararse con el nombre del pueblo zamorano de Moveros, cuya etimología parece ser igualmente un derivado desde mofos 'líquenes o musgos'. Es por lo tanto un colectivo vegetal, con el sufijo "–eros < -ārios". Compárese el monte de la Mofosa, citado en el Libro de la Montería (1350) cerca de El Tiemblo (Ávila). En el entorno de Fundão, Portugal, se usa la voz mofêdo ‘excesso de ramagem que prejudica o desenvolvimento da árvore’. Es un derivado de mofo, comparable a *mofeda, que se explica teniendo en cuenta que, en encinares o robledos, es el ramaje secundario o proliferante el más dado a tapizarse de líquenes.
Casillas Antúnez estudia la historia y antecedentes del pueblo, repasando propuestas para la etimología de moheda. Refuerza la hipótesis de un origen en mofo el hecho de que el lugar se documenta en 1251 La Mofeda. Una dehesa de tierra de Coria era El Mohedal (posiblemente la misma sobre la que se asienta el poblado), cuya morfología orienta hacia un origen puramente romance.

## Monumentos
Iglesia parroquial católica bajo la advocación de San Isidro Labrador, perteneciente a la diócesis de Coria.